# Antímac d'Heliòpolis
Antímac d'Heliòpolis (en llatí Antimachus, en grec antic Ἀντίμαχος) fou un poeta grecoegipci nascut a Heliòpolis que va escriure un poema anomenat Κοσμοποιΐα, sobre la creació de l'univers, format per 3.780 versos hexàmetres.
Joan Tzetzes, escriptor romà d'Orient, cita tres versos d'Antímac, però no se sap segur si eren d'aquest autor o d'altres que també es deien Antímac.